# Carnifex (film)
 (octobre 2023).
Pour les articles homonymes, voir Carnifex.
Pour plus de détails, voir Fiche technique et Distribution.
Carnifex est un film australien réalisé par Sean Lahiff, sorti en 2022.

## Synopsis
Un aspirant documentariste et deux écologistes s'aventurent dans l'outback australien pour dénombrer les animaux déplacés par les feux de brousse, dans l'espoir de préserver les forêts. Ils découvrent une nouvelle sous-espèce terrifiante descendante du Thylacoleo carnifex, supposément éteint.

## Fiche technique
- Titre original : Carnifex
- Réalisation : Sean Lahiff
- Scénario : Shanti Gudgeon
- Musique :
- Photographie :
- Montage :
- Production :
- Société de production :
- Pays d'origine :  Australie
- Langue originale : Anglais
- Genre : Horreur et thriller
- Durée : 93 minutes
- Date de sortie : 2022

## Distribution
- Alexandra Park :  Bailey
- Sisi Stringer (en) :  Grace
- Harry Greenwood (en) :  Ben
- Darren Gilshenan (en) :  Matt, le ranger
- Brendan Rock (en) :  le chasseur

## Casting
Développé à partir d'un concept original de Dancing Road, Carnifex est un thriller d'horreur environnemental avec un casting talentueux qui comprend Alexandra Park (Ben is Back / The Royals), Sisi Stringer (Les Démons du maïs (Children of the Corn) / Mortal Kombat) et Harry Greenwood (Tu ne tueras point (Hacksaw Ridge) / Wakefield) avec un caméo de Darren Gilshenan.

## Lieux de tournage
Carnifex a été tourné en Australie-Méridionale, principalement à Adélaïde, Adelaide Hills, le parc national de Belair, Port Adélaïde, le Morialta Conservation Park (en), Lobethal et le Gorge Wildlife Park (en).